# Плеша (Галац)
Плеша (рум. Pleșa) насеље је у Румунији у округу Галац у општини Берешти-Мерија. Oпштина се налази на надморској висини од 280 m.

## Становништво
Према подацима из 2002. године у насељу је живело 792 становника, од којих су сви румунске националности.